# Mennyből az angyal
A Mennyből az angyal az egyik legnépszerűbb és valószínűleg legrégebbi magyar karácsonyi dal. Szerzője nagy valószínűséggel a XVIII. században élt boconádi plébános, Szentmihályi Mihály. A palóc vidékről terjedt el az egész országban, főleg Erdélyben. Erdélyben volt szokás szenteste a karácsonyfaállítás, ahol az ajándékot nem Jézus, hanem a nagybetűvel írt Angyal hozza. Emiatt sokáig erdélyi eredetűnek tartották a dalt.
A dalt először Vikár Béla vette fonográfhengerre 1910-ben. A felvételt Bartók Béla jegyezte le.
Feldolgozás:
| Szerző        | Mire                 | Mű                                      | Előadás |
| ------------- | -------------------- | --------------------------------------- | ------- |
| Bárdos Lajos  | vegyeskar            | Musica Sacra I/1                        |         |
| Kocsár Miklós | női kar              | Ó, gyönyörűszép titokzatos éj! 5. kotta | [ 2 ]   |
| Tóth József   | népre és vegyeskarra | 10 egyházi ének, 1. ének                |         |
| Farkas Ferenc | ének, zongora        | Pianoforte II. 34. dal                  |         |
| Karai József  | gyerekkar, zongora   | Fel nagy örömre, 13. oldal              |         |
| Petres Csaba  | két furulya          | Tarka madár, 144. kotta                 |         |
| Petres Csaba  | három furulya        | Tarka madár, 151. kotta                 |         |
| Ludvig József | ének, gitárakkordok  | Mennyből az angyal, 40. oldal           |         |
| Soós András   | gyermek vonószenekar | Karácsonyi muzsika, 16. oldal           |         |

## Dallama és kottája
| Mennyből az angyal lejött hozzátok, pásztorok, pásztorok, hogy Betlehembe sietve menvén lássátok, lássátok. | Istennek fia, aki született jászolban, jászolban, Ő leszen néktek üdvözítőtök valóban, valóban.           | Mellette vagyon az édesanyja, Mária, Mária, barmok közt fekszik, jászolban nyugszik szent fia, szent fia. |
| El is menének köszöntésére azonnal, azonnal, szép ajándékot vivén szívükben magukkal, magukkal.             | A kis Jézuskát egyenlőképpen imádják, imádják, a nagy Úristent ilyen nagy jóért mind áldják, mind áldják. | |

## Felvételek
Videók:
- Miklósa Erika: Mennyből az Angyal (YouTube)
- Christmas Songs - mainly for Christmas ;) (YouTube)
- Mennyből az angyal (Angel from heaven) (YouTube)
- Mennyből az angyal (kerekmese.hu)
- Mennyből az angyal (gyermekdal.hu)
- Karácsonyi énekek szövegei és karácsonyi dalok (mesekastely.hu)

Hangok:
- https://web.archive.org/web/20140809155334/http://csecsy.hu/system/files/mennybol_az_angyal.midi
- Mennyből az Angyal Gitáron Archiválva 2014. július 14-i dátummal a Wayback Machine-ben (Gitár Egyetem)